# Трново (Генеральський Стол)
45°23′ пн. ш. 15°23′ сх. д. / 45.39° пн. ш. 15.39° сх. д.
Трново (хорв. Trnovo) — населений пункт у Хорватії, в Карловацькій жупанії у складі громади Генеральський Стол.

## Населення
Населення за даними перепису 2011 року становило 13 осіб.
Динаміка чисельності населення поселення: